# Associazione Calcio Padova 1960-1961
Questa pagina raccoglie i dati riguardanti l'Associazione Calcio Padova nelle competizioni ufficiali della stagione 1960-1961.

## Stagione
Il Padova di Nereo Rocco conquista per la sesta volta consecutiva la conferma nella Serie A, piazzandosi al sesto posto in classifica con 38 punti (22 dei quali raccolti nel girone di ritorno), frutto di 16 vittorie, 6 pareggi e 12 sconfitte (tutte in trasferta), 47 gol fatti e 40 subiti. Scudetto alla Juventus con 49 punti, retrocedono in Serie B il Bari, il Napoli e la Lazio.
In Coppa Italia la squadra supera agevolmente il Marzotto e di misura la Triestina, ma nei quarti di finale deve cedere il passo al Torino, che si impone sul campo veneto.

## Organigramma societario
Area direttiva
- Presidente: Bruno Pollazzi

Area tecnica
- Allenatore: Nereo Rocco

## Rosa
| N. |                   | Ruolo | Calciatore          |
| -- | ----------------- | ----- | ------------------- |
|    | Italia (bandiera) | P     | Antonio Pin         |
|    | Italia (bandiera) | P     | Bruno Bonollo       |
|    | Italia (bandiera) | D     | Giovanni Azzini     |
|    | Italia (bandiera) | D     | Ivano Blason        |
|    | Italia (bandiera) | D     | Cristiano Cervato   |
|    | Italia (bandiera) | D     | Silvano Moro        |
|    | Italia (bandiera) | D     | Aurelio Scagnellato |
|    | Italia (bandiera) | C     | Aldo Secco          |
|    | Italia (bandiera) | C     | Marcello Agnoletto  |

| N. |                      | Ruolo | Calciatore        |
| -- | -------------------- | ----- | ----------------- |
|    | Italia (bandiera)    | C     | Giancarlo Bacci   |
|    | Italia (bandiera)    | C     | Giorgio Barbolini |
|    | Italia (bandiera)    | C     | Luigi Radice      |
|    | Italia (bandiera)    | A     | Aurelio Milani    |
|    | Argentina (bandiera) | A     | Humberto Rosa     |
|    | Italia (bandiera)    | A     | Mario Tortul      |
|    | Italia (bandiera)    | A     | Dante Crippa      |
|    | Italia (bandiera)    | A     | Celestino Celio   |
|    | Italia (bandiera)    | A     | Renato Campanini  |

## Calciomercato
| Acquisti | Acquisti           | Acquisti  | Acquisti   |
| R.       | Nome               | da        | Modalità   |
| -------- | ------------------ | --------- | ---------- |
| A        | Marcello Agnoletto | Sampdoria | definitivo |
| C        | Giancarlo Bacci    | Milan     | definitivo |
| A        | Dante Crippa       | Brescia   | definitivo |
| A        | Aurelio Milani     | Sampdoria | prestito   |
| D        | Luigi Radice       | Milan     | prestito   |

| Cessioni | Cessioni         | Cessioni       | Cessioni   |
| R.       | Nome             | a              | Modalità   |
| -------- | ---------------- | -------------- | ---------- |
| A        | Renato Campanini | Sambenedettese | definitivo |
| D        | Vincenzo Gasperi | Atalanta       | definitivo |
| C        | Giacomo Mari     | Cremonese      | definitivo |
| A        | Marino Perani    | Bologna        | definitivo |
| A        | Sergio Brighenti | Sampdoria      | definitivo |

## Risultati

### Serie A

#### Girone di andata
| Arbitro: | Butti (Como) |

|             |           |            |
| Novelli 13’ | Marcatori | 60’ Milani |

| Arbitro: | Lo Bello (Siracusa) |

|                                                 |           |                   |
| Milani 20’, 82’ Tortul 70’ Salvadore 70’ (aut.) | Marcatori | 86’ (aut.) Blason |

| Arbitro: | Babini (Ravenna) |

|                   |           |                    |
| Bonacchi 15’, 73’ | Marcatori | 57’ (aut.) Duzioni |

| Padova 16 ottobre 1960 4ª giornata | Padova              | 0 – 0 | Fiorentina | Stadio Silvio Appiani\| Arbitro: \| Lo Bello (Siracusa) \| |
| Arbitro:                           | Lo Bello (Siracusa) |       |            |                                                            |

| Arbitro: | Adami (Roma) |

|               |           |            |
| Conti 7’, 48’ | Marcatori | 62’ Milani |

| Arbitro: | Gambarotta (Genova) |

|                                          |           |                    |
| Tortul 7’, 57’ Milani 23’, 42’ Celio 35’ | Marcatori | 76’ (rig.) Mazzero |

| Arbitro: | Jonni (Macerata) |

|                       |           |             |
| Milani 56’ Tortul 61’ | Marcatori | 11’ Masiero |

| Arbitro: | Gambarotta (Genova) |

|                          |           |          |
| Manfredini 16’, 55’, 86’ | Marcatori | 37’ Rosa |

| Arbitro: | Rebuffo (Milano) |

|                       |           |                   |
| Barbolini 2’ Rosa 84’ | Marcatori | 80’ (aut.) Blason |

| Arbitro: | Righi (Milano) |

|              |           |  |
| Catalano 12’ | Marcatori |  |

| Arbitro: | Sbardella (Roma) |

|          |           |  |
| Nova 76’ | Marcatori |  |

| Arbitro: | Righetti (Torino) |

|               |           |  |
| D. Crippa 69’ | Marcatori |  |

| Arbitro: | Bonetto (Torino) |

|                               |           |  |
| Ocwirk 18’ Brighenti 20’, 23’ | Marcatori |  |

| Arbitro: | Righi (Milano) |

|                          |           |              |
| Milani 15’ D. Crippa 51’ | Marcatori | 36’ Furlanis |

| Arbitro: | Roversi (Bologna) |

|                       |           |  |
| Prenna 1’, 80’ (rig.) | Marcatori |  |

| Arbitro: | Campanati (Milano) |

|                 |           |            |
| Nicolè 26’, 34’ | Marcatori | 27’ Milani |

| Arbitro: | Rebuffo (Milano) |

|                        |           |  |
| D. Crippa 74’ Rosa 88’ | Marcatori |  |

#### Girone di ritorno
| Arbitro: | Marchese (Napoli) |

|                   |           |               |
| Blason 17’ (rig.) | Marcatori | 62’ Montenovo |

| Arbitro: | Babini (Ravenna) |

|                            |           |  |
| Altafini 8’, 52’ Galli 89’ | Marcatori |  |

| Arbitro: | Angelini (Firenze) |

|                                         |           |             |
| Milani 35’ (rig.), 37’ Facca 49’ (aut.) | Marcatori | 13’ Abbadie |

| Arbitro: | Di Tonno (Lecce) |

|                                |           |  |
| Hamrin 64’ Marchesi 82’ (rig.) | Marcatori |  |

| Arbitro: | Campanati (Milano) |

|                       |           |          |
| Tortul 34’ Milani 60’ | Marcatori | 90’ Puia |

| Torino 12 marzo 1961 23ª giornata | Torino       | 0 – 0 | Padova | Stadio Comunale\| Arbitro: \| Adami (Roma) \| |
| Arbitro:                          | Adami (Roma) |       |        |                                               |

| Arbitro: | Roversi (Bologna) |

|           |           |                        |
| Gatti 80’ | Marcatori | 72’ (rig.), 90’ Milani |

| Padova 26 marzo 1961 25ª giornata | Padova              | 0 – 0 | Roma | Stadio Silvio Appiani\| Arbitro: \| Lo Bello (Siracusa) \| |
| Arbitro:                          | Lo Bello (Siracusa) |       |      |                                                            |

| Arbitro: | Grignani (Milano) |

|             |           |                               |
| Morrone 86’ | Marcatori | 11’ (aut.) Napoleoni 90’ Rosa |

| Arbitro: | Campanati (Milano) |

|            |           |                    |
| Tortul 23’ | Marcatori | 41’ (rig.) Montico |

| Arbitro: | Parisi (Messina) |

|                     |           |  |
| Bacci 19’, 31’, 50’ | Marcatori |  |

| Arbitro: | Roversi (Bologna) |

|                              |           |               |
| Mereghetti 7’, 9’ Segato 30’ | Marcatori | 69’ D. Crippa |

| Arbitro: | Genel (Trieste) |

|                      |           |  |
| Milani 40’, 70’, 78’ | Marcatori |  |

| Arbitro: | Politano (Cuneo) |

|                        |           |          |
| Renna 15’ De Marco 43’ | Marcatori | 39’ Rosa |

| Arbitro: | Sbardella (Roma) |

|                       |           |              |
| Tortul 11’ Milani 85’ | Marcatori | 53’ Ferretti |

| Arbitro: | Gambarotta (Genova) |

|           |           |  |
| Bacci 36’ | Marcatori |  |

| Arbitro: | Angelini (Firenze) |

|          |           |                         |
| Di Mauro | Marcatori | 36’ D. Crippa 81’ Bacci |

### Coppa Italia
| Arbitro: | Sbardella (Roma) |

|                                |           |  |
| Milani 14’ Rosa 76’ Crippa 85’ | Marcatori |  |

| Arbitro: | Ferrari (Milano) |

|          |           |  |
| Rosa 38’ | Marcatori |  |

| Arbitro: | De Marchi (Pordenone) |

|  |           |           |
|  | Marcatori | 51’ Cella |

## Statistiche

### Statistiche di squadra
| Competizione | Punti | In casa | In casa | In casa | In casa | In casa | In casa | In trasferta | In trasferta | In trasferta | In trasferta | In trasferta | In trasferta | Totale | Totale | Totale | Totale | Totale | Totale | DR  |
| Competizione | Punti | G       | V       | N       | P       | Gf      | Gs      | G            | V            | N            | P            | Gf           | Gs           | G      | V      | N      | P      | Gf     | Gs     | DR  |
| ------------ | ----- | ------- | ------- | ------- | ------- | ------- | ------- | ------------ | ------------ | ------------ | ------------ | ------------ | ------------ | ------ | ------ | ------ | ------ | ------ | ------ | --- |
| Serie A      | 38    | 17      | 13      | 4       | 0       | 34      | 10      | 17           | 3            | 2            | 12           | 13           | 30           | 34     | 16     | 6      | 12     | 47     | 40     | +7  |
| Coppa Italia |       | 3       | 2       | 0       | 1       | 4       | 1       | -            | -            | -            | -            | -            | -            | 3      | 2      | 0      | 1      | 4      | 1      | +3  |
| Totale       |       | 20      | 15      | 4       | 1       | 38      | 11      | 17           | 3            | 2            | 12           | 13           | 30           | 37     | 18     | 6      | 13     | 51     | 41     | +10 |

### Andamento in campionato
| Giornata  | 1 | 2 | 3 | 4 | 5 | 6 | 7 | 8 | 9 | 10 | 11 | 12 | 13 | 14 | 15 | 16 | 17 | 18 | 19 | 20 | 21 | 22 | 23 | 24 | 25 | 26 | 27 | 28 | 29 | 30 | 31 | 32 | 33 | 34 |
| --------- | - | - | - | - | - | - | - | - | - | -- | -- | -- | -- | -- | -- | -- | -- | -- | -- | -- | -- | -- | -- | -- | -- | -- | -- | -- | -- | -- | -- | -- | -- | -- |
| Luogo     | T | C | T | C | T | C | C | T | C | T  | T  | C  | T  | C  | T  | T  | C  | C  | T  | C  | T  | C  | T  | T  | C  | T  | C  | C  | T  | C  | T  | C  | C  | T  |
| Risultato | N | V | P | N | P | V | V | P | V | P  | P  | V  | P  | V  | P  | P  | V  | N  | P  | V  | P  | V  | N  | V  | N  | V  | N  | V  | P  | V  | P  | V  | V  | V  |
| Posizione | 9 | 5 | 9 | 8 | 9 | 9 | 9 | 9 | 9 | 10 | 10 | 10 | 11 | 10 | 11 | 12 | 12 | 11 | 11 | 8  | 10 | 9  | 9  | 9  | 8  | 8  | 8  | 7  | 7  | 7  | 8  | 7  | 7  | 6  |

Fonte:  Serie A 1960/1961, su calcio.com.
Legenda:

Luogo: C = Casa; T = Trasferta. Risultato: V = Vittoria; N = Pareggio; P = Sconfitta.

### Statistiche dei giocatori
In campionato si aggiungano 4 autoreti a favore. In corsivo i giocatori ceduti a stagione in corso.
| Giocatore      | Serie A  | Serie A | Coppa Italia | Coppa Italia | Totale   | Totale |
| Giocatore      | Presenze | Reti    | Presenze     | Reti         | Presenze | Reti   |
| -------------- | -------- | ------- | ------------ | ------------ | -------- | ------ |
| A. Pin         | 33       | -39     | 3            | -1           | 36       | -40    |
| B. Bonollo     | 1        | -1      | 0            | 0            | 1        | -1     |
| G. Azzini      | 30       | 0       | 2            | 0            | 32       | 0      |
| I. Blason      | 30       | 1       | 3            | 0            | 33       | 1      |
| C. Cervato     | 27       | 0       | 2            | 0            | 29       | 0      |
| A. Scagnellato | 26       | 0       | 2            | 0            | 28       | 0      |
| A. Secco       | 11       | 0       | 1            | 0            | 12       | 0      |
| M. Agnoletto   | 7        | 0       | 1            | 0            | 8        | 0      |
| G. Bacci       | 14       | 5       | 1            | 0            | 15       | 5      |
| G. Barbolini   | 32       | 1       | 3            | 0            | 35       | 1      |
| S. Moro        | -        | -       | 1            | 0            | 1        | 0      |
| L. Radice      | 24       | 0       | 2            | 0            | 26       | 0      |
| A. Milani      | 33       | 18      | 2            | 1            | 35       | 19     |
| H. Rosa        | 30       | 5       | 3            | 2            | 33       | 7      |
| M. Tortul      | 26       | 7       | 3            | 0            | 29       | 7      |
| D. Crippa      | 24       | 5       | 3            | 1            | 27       | 6      |
| C. Celio       | 23       | 1       | 2            | 0            | 25       | 1      |
| R. Campanini   | 3        | 0       | 0            | 0            | 3        | 0      |